# Jan Šedivý

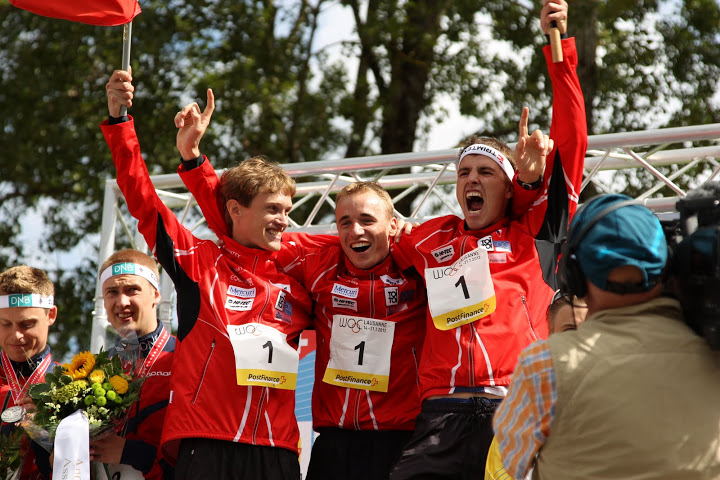
Vítězové štafet na WOC 2012

Jan Šedivý (* 7. srpna 1984 Praha) je bývalý český reprezentant v orientačním běhu. Nyní působí jako šéftrenér české reprezentace v orientačním běhu. Mezi jeho největší úspěchy patří zlatá medaile z Mistrovství světa 2012 ve Švýcarsku, bronzová medaile z Mistrovství Evropy 2016 v České republice a druhé místo ze štafet z juniorského mistrovství světa 2004 v Polsku. V individuálních závodech byl v TOP 10 na Mistrovství světa, Evropy i v závodech Světového poháru. Je Mistr ČR na všech tratích kromě sprintu. V současnosti běhá za český klub SK Praga.
Od roku 2019 je šéftrenérem české reprezentace v orientačním běhu.

## Sportovní kariéra

### Umístění na MS a ME
| Přehled úspěchů na Mistrovství světa | Přehled úspěchů na Mistrovství světa | Přehled úspěchů na Mistrovství světa | Přehled úspěchů na Mistrovství světa | Přehled úspěchů na Mistrovství světa |
| Mistrovství světa                    | Sprint                               | Middle                               | Long                                 | Štafety                              |
| ------------------------------------ | ------------------------------------ | ------------------------------------ | ------------------------------------ | ------------------------------------ |
| Århus 2006                           | 35. místo                            | 30. místo                            | X                                    | X                                    |
| Miskolc 2009                         | X                                    | 32. místo                            | 22. místo                            | X                                    |
| Trondheim 2010                       | X                                    | 24. místo                            | 34. místo                            | X                                    |
| Savojsko 2011                        | X                                    | X                                    | 27. místo                            | X                                    |
| Lausanne 2012                        | X                                    | X                                    | 12. místo                            | 1. místo                             |
| Vuokatti 2013                        | X                                    | X                                    | 16. místo                            | 9. místo                             |
| Trentino 2014                        | X                                    | X                                    | 17. místo                            | 6. místo                             |
| Inverness 2015                       | X                                    | 9. místo                             | 15. místo                            | 5. místo                             |
| Stromstad 2016                       | X                                    | 17. místo                            | 12. místo                            | 11. místo                            |
| Tartu 2017                           | X                                    | 15. místo                            | 12. místo                            | 11. místo                            |

| Přehled úspěchů na Mistrovství Evropy | Přehled úspěchů na Mistrovství Evropy | Přehled úspěchů na Mistrovství Evropy | Přehled úspěchů na Mistrovství Evropy | Přehled úspěchů na Mistrovství Evropy |
| Mistrovství Evropy                    | Sprint                                | Middle                                | Long                                  | Štafety                               |
| ------------------------------------- | ------------------------------------- | ------------------------------------- | ------------------------------------- | ------------------------------------- |
| Primorsko 2010                        | X                                     | X                                     | 12. místo                             | 13. místo                             |
| Falun 2012                            | X                                     | 33. místo                             | 12. místo                             | 9. místo                              |
| Jeseník 2016                          | X                                     | 6. místo                              | 10. místo                             | 3. místo                              |

| Přehled úspěchů na Mistrovství světa juniorů | Přehled úspěchů na Mistrovství světa juniorů | Přehled úspěchů na Mistrovství světa juniorů | Přehled úspěchů na Mistrovství světa juniorů | Přehled úspěchů na Mistrovství světa juniorů |
| Mistrovství světa juniorů                    | Sprint                                       | Middle                                       | Long                                         | Štafety                                      |
| -------------------------------------------- | -------------------------------------------- | -------------------------------------------- | -------------------------------------------- | -------------------------------------------- |
| Polva 2003                                   | X                                            | 57. místo                                    | 25. místo                                    | 6. místo                                     |
| Gdynia 2004                                  | X                                            | 30. místo                                    | 9. místo                                     | 2. místo                                     |

### Umístění na MČR
| Umístění na Mistrovství České republiky v orientačním běhu | Umístění na Mistrovství České republiky v orientačním běhu | Umístění na Mistrovství České republiky v orientačním běhu | Umístění na Mistrovství České republiky v orientačním běhu | Umístění na Mistrovství České republiky v orientačním běhu | Umístění na Mistrovství České republiky v orientačním běhu | Umístění na Mistrovství České republiky v orientačním běhu | Umístění na Mistrovství České republiky v orientačním běhu | Umístění na Mistrovství České republiky v orientačním běhu | Umístění na Mistrovství České republiky v orientačním běhu | Umístění na Mistrovství České republiky v orientačním běhu | Umístění na Mistrovství České republiky v orientačním běhu |
| Ročník                                                     | Kategorie                                                  | Klasická                                                   | Krátká                                                     | Sprint                                                     | Dlouhá                                                     | Noční                                                      | Ranking                                                    | Členství v klubu                                           | Štafety                                                    | Kluby                                                      | Sprint. štafety                                            |
| ---------------------------------------------------------- | ---------------------------------------------------------- | ---------------------------------------------------------- | ---------------------------------------------------------- | ---------------------------------------------------------- | ---------------------------------------------------------- | ---------------------------------------------------------- | ---------------------------------------------------------- | ---------------------------------------------------------- | ---------------------------------------------------------- | ---------------------------------------------------------- | ---------------------------------------------------------- |
| MČR 1999                                                   | H16 – mladší dorostenci                                    | 8. místo                                                   | 16. místo                                                  |                                                            |                                                            |                                                            | 1173. místo                                                | VŠTJ Ekonom Praha                                          |                                                            |                                                            |                                                            |
| MČR 2000                                                   | H16 – mladší dorostenci                                    | 23. místo                                                  |                                                            |                                                            |                                                            |                                                            | 661. místo                                                 | VŠTJ Ekonom Praha                                          |                                                            |                                                            |                                                            |
| MČR 2001                                                   | H18 – starší dorostenci                                    | 15. místo                                                  | 12. místo                                                  |                                                            | 21. místo                                                  |                                                            | 614. místo                                                 | VŠTJ Ekonom Praha                                          | 11. místo                                                  |                                                            |                                                            |
| MČR 2002                                                   | H18 – starší dorostenci                                    | 10. místo                                                  |                                                            |                                                            | 12. místo                                                  |                                                            | 117. místo                                                 | VŠTJ Ekonom Praha                                          |                                                            |                                                            |                                                            |
| MČR 2002                                                   | H21 – muži                                                 |                                                            |                                                            |                                                            |                                                            |                                                            |                                                            | VŠTJ Ekonom Praha                                          | 11. místo                                                  |                                                            |                                                            |
| MČR 2003                                                   | H20 – junioři                                              | 18. místo                                                  | 7. místo                                                   |                                                            | 17. místo                                                  |                                                            | 58. místo                                                  | VŠTJ Ekonom Praha                                          |                                                            |                                                            |                                                            |
| MČR 2003                                                   | H21 – muži                                                 |                                                            |                                                            |                                                            |                                                            |                                                            |                                                            | VŠTJ Ekonom Praha                                          | 15. místo                                                  |                                                            |                                                            |
| MČR 2004                                                   | H20 – junioři                                              | 4. místo                                                   | 6. místo                                                   | 9. místo                                                   | 2. místo                                                   |                                                            | 38. místo                                                  | VŠTJ Ekonom Praha                                          |                                                            |                                                            |                                                            |
| MČR 2004                                                   | H21 – muži                                                 |                                                            |                                                            |                                                            |                                                            |                                                            |                                                            | VŠTJ Ekonom Praha                                          | 15. místo                                                  |                                                            |                                                            |
| MČR 2005                                                   | H21 – muži                                                 | 12. místo                                                  | 11. místo                                                  | 13. místo                                                  |                                                            |                                                            | 13. místo                                                  | VŠTJ Ekonom Praha                                          | 22. místo                                                  |                                                            |                                                            |
| MČR 2006                                                   | H21 – muži                                                 | 16. místo                                                  | 8. místo                                                   |                                                            |                                                            |                                                            | 2. místo                                                   | SK Praga                                                   |                                                            |                                                            |                                                            |
| MČR 2007                                                   | H21 – muži                                                 | 5. místo                                                   | 13. místo                                                  |                                                            | 3. místo                                                   |                                                            | 4. místo                                                   | SK Praga                                                   | 1. místo                                                   |                                                            |                                                            |
| MČR 2008                                                   | H21 – muži                                                 | 2. místo                                                   | 8. místo                                                   | 4. místo                                                   |                                                            |                                                            | 3. místo                                                   | SK Praga                                                   | 1. místo                                                   |                                                            |                                                            |
| MČR 2009                                                   | H21 – muži                                                 |                                                            | 9. místo                                                   | 9. místo                                                   |                                                            |                                                            | 6. místo                                                   | SK Praga                                                   | 2. místo                                                   |                                                            |                                                            |
| MČR 2010                                                   | H21 – muži                                                 | 1. místo                                                   | 5. místo                                                   | 5. místo                                                   |                                                            |                                                            | 1. místo                                                   | SK Praga                                                   | 1. místo                                                   | 1. místo                                                   |                                                            |
| MČR 2011                                                   | H21 – muži                                                 | 3. místo                                                   | 3. místo                                                   | 3. místo                                                   |                                                            |                                                            | 2. místo                                                   | SK Praga                                                   |                                                            |                                                            |                                                            |
| MČR 2012                                                   | H21 – muži                                                 | 2. místo                                                   |                                                            | 13. místo                                                  |                                                            | 2. místo                                                   | 3. místo                                                   | SK Praga                                                   |                                                            | 6. místo                                                   |                                                            |
| MČR 2013                                                   | H21 – muži                                                 | 1. místo                                                   |                                                            | disk                                                       |                                                            | 3. místo                                                   | 1. místo                                                   | SK Praga                                                   | 1. místo                                                   | 8. místo                                                   |                                                            |
| MČR 2014                                                   | H21 – muži                                                 | 1. místo                                                   | 1. místo                                                   | 6. místo                                                   |                                                            |                                                            | 1. místo                                                   | SK Praga                                                   | 1. místo                                                   | 1. místo                                                   | 1. místo                                                   |
| MČR 2015                                                   | H21 – muži                                                 |                                                            | 2. místo                                                   |                                                            |                                                            |                                                            | 4. místo                                                   | SK Praga                                                   | 2. místo                                                   | 4. místo                                                   |                                                            |
| MČR 2016                                                   | H21 – muži                                                 | 4. místo                                                   | 5. místo                                                   |                                                            |                                                            | 1. místo                                                   | 5. místo                                                   | SK Praga                                                   | 3. místo                                                   | 8. místo                                                   |                                                            |
| MČR 2017                                                   | H21 – muži                                                 | 3. místo                                                   | 2. místo                                                   | disk                                                       |                                                            | 4. místo                                                   | 5. místo                                                   | SK Praga                                                   | 3. místo                                                   | 5. místo                                                   | 7. místo                                                   |
| MČR 2018                                                   | H21 – muži                                                 | 5. místo                                                   | 17. místo                                                  |                                                            |                                                            |                                                            | 12. místo                                                  | SK Praga                                                   | 5. místo                                                   | 5. místo                                                   |                                                            |
| MČR 2019                                                   | H21 – muži                                                 | 44. místo                                                  | 16. místo                                                  | 30. místo                                                  |                                                            |                                                            | 54. místo                                                  | SK Praga                                                   |                                                            |                                                            |                                                            |
| MČR 2020                                                   | H21 – muži                                                 |                                                            | 49. místo                                                  |                                                            |                                                            |                                                            | 55. místo                                                  | SK Praga                                                   |                                                            |                                                            |                                                            |